# On My Love
"On My Love" é uma canção gravada pela cantora sueca Zara Larsson e pelo DJ francês David Guetta. Foi lançada em 15 de setembro de 2023 pela Sommer House e Epic Records como como o terceiro single do quarto álbum de estúdio de Larsson, Venus (2024). Esta é a segunda colaboração entre Larsson e Guetta, seguida por "This One's for You", a música oficial da UEFA Euro 2016. A música alcançou o top três na Letônia e na Suécia e o top dez na Noruega e na República Tcheca.

## Antecedentes e composição
Em 7 de setembro de 2023, Larsson anunciou a música por meio de suas redes sociais. A cantora revelou que a faixa fala sobre relacionamentos em sua vida que fariam você "apostar tudo neles". Deixando em aberto o fato de que se trata de um "relacionamento platônico", do amor por um membro da família ou de um amante, ele gira em torno de alguém que traz "pura alegria". Após o lançamento, Larsson dedicou a música à sua irmã Hanna. "On My Love" foi descrita como um "hino pronto para Ibiza, com um toque de melancolia sueca". A canção foi descrita como um "hino dance-pop".
A música é escrita em compasso 4/4 e é construída em uma escala dominante frígia de si bemol menor com um andamento de 123 bpm.

## Videoclipe
Um videoclipe de acompanhamento dirigido pela dupla Mutant e codirigido pela própria Larsson, foi lançado em 15 de setembro e constitui uma "ode" ao relacionamento próximo que Larsson tem com sua irmã. O vídeo começa com uma jovem Larsson apresentando sua irmã, que então aparece usando um capacete de ciclismo. O vídeo, posteriormente, se move para os dias atuais e mostra as irmãs andando de moto e nadando com as amigas.

## Faixas e formatos
| - Download digital / streaming 1. "On My Love" — 3:42 - On My Love — versão estendida 1. "On My Love" (versão estendida) — 4:46 - On My Love — versão acústica (ao vivo) 1. "On My Love" (versão acústica) (ao vivo) — 3:44 - On My Love — Felix Jaehn remix 1. "On My Love" (Felix Jaehn remix) — 3:30 - On My Love — Niklas Dee remix 1. "On My Love" (Niklas Dee remix) — 2:52 - On My Love — Hypaton remix 1. "On My Love" (Hypaton remix) — 3:11 | - On My Love — versão sped up 1. "On My Love" (sped up) — 3:15 2. "On My Love" (slowed down) — 4:10 3. "On My Love" (nightcore remix) — 3:28 - Pacote de streaming — álbum de remixes 1. "On My Love" (Hypaton remix) — 3:11 2. "On My Love" (Felix Jaehn remix) — 3:30 3. "On My Love" (part. David Guetta) (Niklas Dee remix) — 2:52 4. "On My Love" (versão estendida) — 4:46 5. "On My Love" (versão acústica) (ao vivo) — 3:44 6. "On My Love" (nightcore remix) — 3:28 7. "On My Love" (sped up) — 3:15 8. "On My Love" (slowed down) — 4:10 |